# Kristopher Pavone
Kristopher Pavone (2 de mayo de 1980) es un luchador profesional retirado estadounidense que destaca por su paso por la World Wrestling Entertainment (WWE), donde luchó bajo el nombre de Caylen Croft. Antes de eso, peleó en el territorio de desarrollo Ohio Valley Wrestling (OVW) y Florida Championship Wrestling (FCW) bajo los nombres de Caylen Croft, Chris Cage, French Man Deux y Kris Pavone.

## Carrera
Anteriormente, Pavone era un artista importante en Youngstown State University, en el año 2001. Dos años más tarde, se presentó al torneo ECWA Super 8 Tournament en abril de 2003 y comenzó a pelear en la Ohio Valley Wrestling dos semanas después.

### World Wrestling Entertainment (2003 - 2010)

#### Ohio Valley Wrestling
Después de formar equipo con Nova, Pavone se unió más tarde al Tank Toland para poder ganar el OVW Southern Tag Team Championship en tres ocasiones entre 2003 y 2004. Pavone ganó luego su primer y único título quitándole el OVW Heavyweight Championship a Matt Morgan. Lo perdió unos meses después ante Chad Toland.
Después de salir de la OVW, Pavone apareció en Ring of Honor bajo el nombre de Chris Bank. Pavone se unió también a la Cleveland All-Pro Wrestling, en la que estuvo entre 2006 y 2007.

#### Florida Championship Wrestling
La WWE volvió a contratarlo y comenzó a trabajar en su territorio de desarrollo Florida Championship Wrestling (FCW) bajo el nombre de Kris Pavone. Poco después, empezó a hacer equipo con Trent Beretta, cambiándose ambos sus nombres a French Man Deux y French Man Un. Sin embargo, luego se cambiaron de nombre a Caylen Croft y Trent Beretta, formando un equipo conocido como The Dudebusters, consiguiendo el 30 de mayo de 2009 el Campeonato de Florida en Parejas de la FCW al derrotar a Tyler Reks en un combate en desventaja, ya que no encontraron a su compañero, Johnny Curtis. Lo retuvieron hasta el 23 de julio de 2009, perdiéndolo ante Justin Angel y Kris Logan. Tras esto, Curt Hawkins se les unió al grupo, ganando el título en parejas Croft y Hawkins el 19 de noviembre de 2009 al derrotar a Bo & Duke Rotundo. Luego incluyeron a Barreta en el reiando con la Freebird Rule. Croft & Barreta perdieron el título el 14 de enero de 2010 ante The Fortunate Sons (Joe Hennig & Brett DiBiase). Durante su reinado, Croft y Beretta fueron llamados al plantel principal.

#### 2009-2010
El 1 de diciembre de 2009, Barreta y Croft debutaron en la ECW, derrotando a una pareja de luchadores locales, con un nuevo gimmick y como un tag team heel. Luego fue cambiado a la marca SmackDown!, debido al cierre de ECW. En el SmackDown! del 23 de julio inició un feudo con Chris Masters tras haber participado junto con Trent Barreta en un Master Lock Challenge y posteriormente atacar los dos juntos a Chris Masters. Luego Croft se enfrentó a Masters en WWE Superstars del 29 de julio consiguiendo la victoria Croft. En WWE Superstars del 26 de agosto consiguieron una victoria como Tag Team contra Curt Hawkins y Vance Archer, volviéndose face junto a Barreta. El 19 de noviembre de 2010 fue despedido de la WWE. Tras su despido, se retiró de la lucha libre profesional.

## En lucha
- Movimientos finales

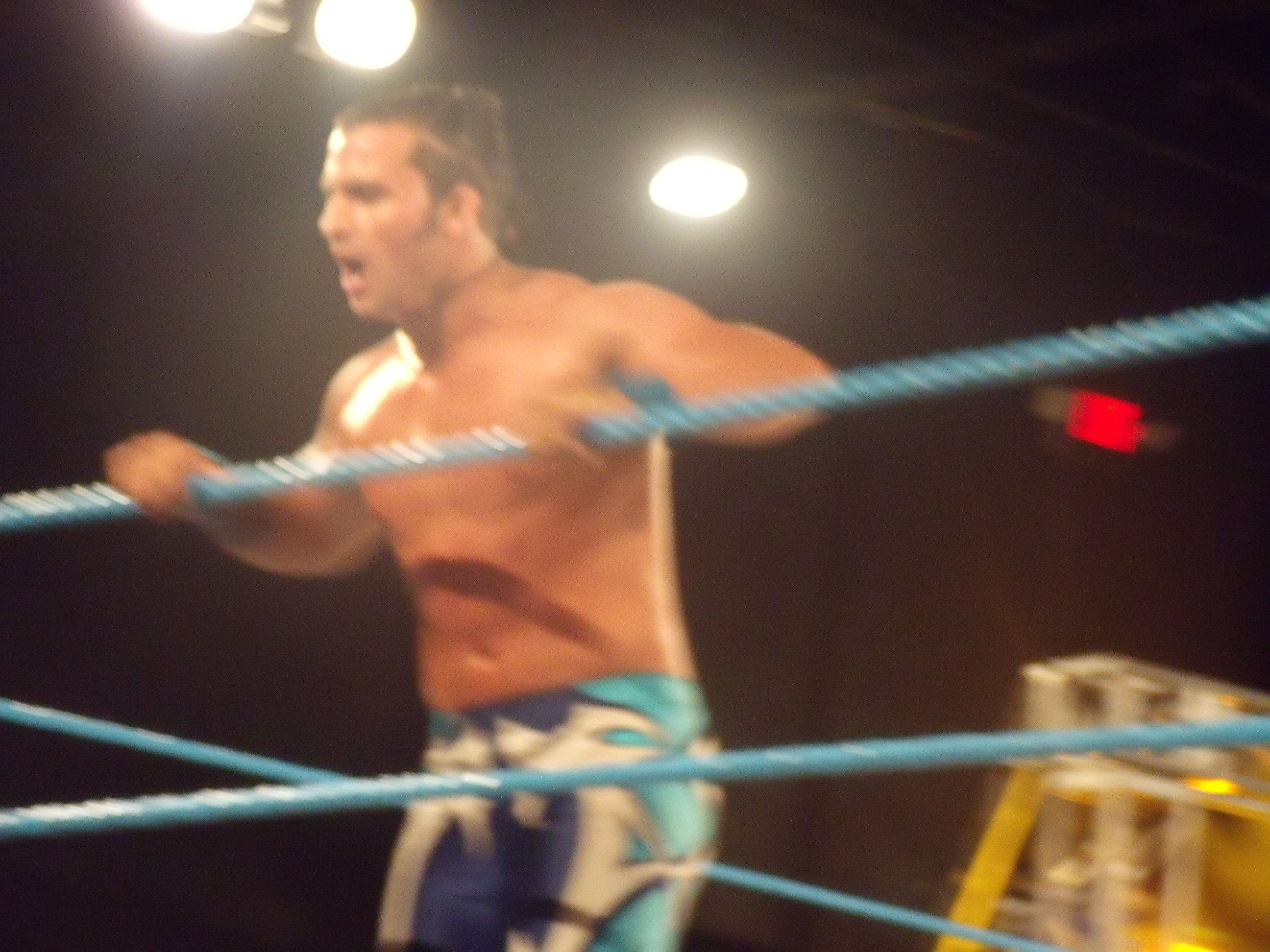
Pavone en la FCW como Caylen Croft.

  - Pavone Drop[1] (Fireman's carry dropped into a double knee gutbsuter)
  - Corkscrew elbow drop

- Movimientos de firma
  - Diving crossbody[1]
  - Diving knee drop
  - Hurricanrana
  - Lifting DDT[1]
  - Running neckbreaker[3]
  - Spinebuster, a veces contra el borde del ring
  - Spinning powerbomb, a veces desde la tercera cuerda
  - Superkick[1]
  - Swinging cradle suplex

## Campeonatos y logros
- Florida Championship Wrestling

- FCW Florida Tag Team Championship (2 veces) - con Trent Barreta (1) y Curt Hawkins & Trent Barreta (1)

- Ohio Valley Wrestling

- OVW Heavyweight Championship (1 vez)
- OVW Southern Tag Team Championship (4 veces) - con Tank Toland (3) y Mike Mizanin (1)

- Pro Wrestling Illustrated
  - Situado en el N°216 en los PWI 500 de 2003[6]
  - Situado en el N°133 en los PWI 500 de 2004[7]
  - Situado en el N°283 en los PWI 500 de 2006[8]
  - Situado en el Nº246 en los PWI 500 de 2008[9]
  - Situado en el Nº159 en los PWI 500 de 2010[10]
  - Situado en el Nº258 en los PWI 500 de 2011[11]